# تشارلز دافنبورت
تشارلز دافنبورت (بالإنجليزية: Charles Davenport)‏ هو شخصية أعمال أمريكي، ولد في 25 مايو 1812، وتوفي في 14 فبراير 1903 في وترتاون في الولايات المتحدة.